# Forshultesjön
Forshultesjön är en sjö i Oskarshamns kommun i Småland och ingår i Emåns huvudavrinningsområde. Sjön är 6,8 meter djup, har en yta på 0,355 kvadratkilometer och är belägen 42,2 meter över havet. Sjön avvattnas av vattendraget Lillån (Hammarsboån).

## Delavrinningsområde
Forshultesjön ingår i det delavrinningsområde (634759-153040) som SMHI kallar för Utloppet av Forshultesjön. Medelhöjden är 46 meter över havet och ytan är 1,45 kvadratkilometer. Räknas de 3 avrinningsområdena uppströms in blir den ackumulerade arean 103,07 kvadratkilometer. Lillån (Hammarsboån) som avvattnar avrinningsområdet har biflödesordning 2, vilket innebär att vattnet flödar genom totalt 2 vattendrag innan det når havet efter 25 kilometer. Avrinningsområdet består mestadels av skog (72 procent). Avrinningsområdet har 0,35 kvadratkilometer vattenytor vilket ger det en sjöprocent på 24,3 procent.